# Glee
Glee es una serie de televisión estadounidense de comedia musical juvenil que se convirtió en un éxito, la cual se emitió por FOX desde el 19 de mayo de 2009 al 20 de marzo de 2015. Transcurre en la secundaria William McKinley High School en la ciudad de Lima, Ohio, y está centrada principalmente en el club del coro de ese colegio denominado «New Directions», que participa en el circuito de competición de coros, de modo que los personajes, jóvenes estudiantes, abordan temas como las relaciones amorosas, la sexualidad y la discriminación. El reparto lo conforma el profesor de español Will Schuester (Matthew Morrison), la entrenadora de las animadoras Sue Sylvester (Jane Lynch), la consejera estudiantil Emma Pillsbury (Jayma Mays), la esposa de Will Terri Schuester (Jessalyn Gilsig) y los  doce miembros principales del club interpretados por Dianna Agron, Chris Colfer, Kevin McHale, Lea Michele, Cory Monteith, Amber Riley, Mark Salling, Jenna Ushkowitz, Heather Morris, Harry Shum, Jr., Naya Rivera, Chord Overstreet. Más tarde fueron incluidos Darren Criss,, Alex Newell, Melissa Benoist, Becca Tobin, Dean Geyer. 
La serie fue creada por Ryan Murphy, Brad Falchuk e Ian Brennan el cual consideró a Glee como una película para televisión. Los tres escribieron todos los episodios de las dos primeras temporadas, mientras Murphy y Falchuk se desempeñaron como directores principales de la serie. El episodio piloto, titulado «Pilot», fue emitido el 19 de mayo de 2009 y la primera temporada se transmitió desde el 9 de septiembre de ese año al 8 de junio de 2010. La música de Glee vendió más de treinta y seis millones de sencillos digitales y once millones de discos a nivel mundial hasta octubre de 2011, lo que lo ha convertido en uno de los mayores éxitos comerciales de los últimos tiempos. También se han comercializado versiones en DVD y Blu-ray, libros, una aplicación para iPad y tres juegos de karaoke para Wii. El 19 de abril de 2013 la serie fue renovada por dos temporadas más.
Durante su primera temporada, Glee obtuvo comentarios generalmente favorables por parte de la prensa, con una puntuación de 77 sobre 100 en el sitio Metacritic, sobre la base de 18 reseñas profesionales. La temporada fue nominada a diecinueve premios Emmy, cuatro Globo de Oro y seis Satélite, entre otros, entre los que se incluye el Globo de Oro de 2010 a la mejor serie - comedia o musical y los premios por Jane Lynch, Neil Patrick Harris y la dirección de Ryan Murphy por el episodio piloto.

## Argumento
Se centra en el instituto William McKinley en Lima, Ohio, donde el profesor de español, Will Schuester, (Matthew Morrison) quiere devolver al club del coro «New Directions» el brillo y la popularidad que tenía cuando él era estudiante y formaba parte. Will consigue reunir a un grupo de estudiantes, todos ellos marginados pero con mucho talento, para presentarse a la competición de coros. La serie abarca temas como las relaciones amorosas, la sexualidad, la discriminación y el bullying.
La primera temporada sigue al profesor Will Schuester (Matthew Morrison) en su intento por reactivar el club de canto del instituto William McKinley, conocido como glee club. Tras haber sido cerrado por falta de integrantes, Will se propone reunir nuevos talentos con el objetivo de competir en las nacionales. Entre los estudiantes reclutados se encuentran Rachel Berry (Lea Michele), una joven ambiciosa con grandes aspiraciones; Finn Hudson (Cory Monteith), un jugador de fútbol americano; Mercedes Jones (Amber Riley), una cantante con gran potencia vocal; Kurt Hummel (Chris Colfer), un adolescente gay apasionado por la moda; Artie Abrams (Kevin McHale), un guitarrista que utiliza una silla de ruedas; y Tina Cohen-Chang (Jenna Ushkowitz), una chica tímida con un estilo de canto peculiar. Juntos forman el nuevo club, llamado New Directions. A lo largo de la temporada, enfrentan desafíos tanto personales como grupales, incluyendo la constante oposición de Sue Sylvester (Jane Lynch), la entrenadora del equipo de porristas, quien percibe al club como una amenaza a su hegemonía dentro de la escuela.
En la segunda temporada, New Directions se enfrenta a nuevos desafíos competitivos, incluyendo la presencia de coros rivales como Vocal Adrenaline y los Warblers, un grupo a cappella de una escuela privada dirigido por Blaine Anderson (Darren Criss). Debido al acoso escolar, Kurt se transfiere a esa institución y desarrolla una relación amorosa con Blaine. La temporada aborda temáticas como la homofobia, el bullying, la aceptación social y la construcción de la identidad personal. También se exploran nuevas dinámicas románticas y conflictos internos entre los miembros del club. El grupo participa en las competencias regionales y llega a las nacionales en Nueva York. Aunque no logran ganar, consolidan su unión y sentido de pertenencia.
La tercera temporada sigue al club a través de las victorias en las competiciones Seccionales (episodio 8) y Regionales (episodio 14), antes de ganar la competición Nacional (episodio 21) en Chicago. Los personajes tratan temas como la identidad de género, la adopción, el maltrato doméstico, el suicidio adolescente, el acoso escolar, las discapacidades, los mensajes de texto mientras se conduce, la universidad y otras cuestiones sociales. Los miembros del club Glee añadidos al reparto principal fueron Mike Chang (Harry Shum, Jr.) y el estudiante transferido Blaine Anderson (Darren Criss), mientras que Jessalyn Gilsig como Terri Schuester fue retirada de la serie y Mike O'Malley como Burt volvió a ser recurrente. La promoción de 2012 del McKinley High se gradúa al final de la temporada.
La cuarta temporada continúa en Lima con una nueva generación de estudiantes, pero también sigue a algunos de los graduados del McKinley de la tercera temporada, en particular a la ficticia Academia de Arte Dramático de Nueva York (NYADA) en la ciudad de Nueva York. La temporada sigue al club a través de una derrota en la competición Seccional (episodio 9) y su posterior reincorporación cuando se descubre que los Warblers de la Academia Dalton, ganadores, han utilizado sustancias prohibidas (hormona de crecimiento humano) (episodio 12) antes de ganar en la competición Regional (episodio 22), lo que significa que asistirán a su tercera competición nacional de coros consecutiva. Mientras tanto, Rachel Berry y Kurt Hummel navegan por NYADA y sus vidas como aspirantes a artistas, además de sus relaciones con Finn y Blaine. Durante la temporada se abordan temas como el sexo, la bulimia, la identidad de género, el abuso de menores, la dislexia, la violencia escolar y el miedo a quedarse embarazada. Los antiguos miembros del reparto principal Emma Pillsbury (Jayma Mays) y Quinn Fabray (Dianna Agron) fueron acreditados como estrellas invitadas, mientras que Sam Evans (Chord Overstreet), anteriormente miembro recurrente del Club Glee, fue ascendido al reparto principal.
La quinta temporada, a diferencia de las anteriores, continúa el curso escolar iniciado en la temporada anterior. La temporada muestra al actual campeón del coro terminando segundo en la competición de los Nacionales (episodio 11) antes de que el club sea disuelto definitivamente por Sue Sylvester, ahora directora de la escuela, por razones presupuestarias (episodio 12), dejando el foco en la graduación. A continuación, la serie da un salto de varios meses en el tiempo y se centra por completo en la vida de los antiguos alumnos en Nueva York durante el resto de la temporada, incluido el exitoso debut de Rachel en Broadway. A lo largo de esta temporada, el club y sus antiguos alumnos se enfrentan a las relaciones, la muerte y el luto, la imagen corporal, los ataques a homosexuales, la intimidad y otros problemas sociales. Varios miembros del reparto principal han pasado a ser estrellas invitadas recurrentes a partir de esta temporada: Amber Riley como Mercedes, Mark Salling como Puck, Harry Shum Jr. como Mike y Heather Morris como Brittany. Entre los nuevos miembros del reparto principal figuran los miembros del Glee Club introducidos en la cuarta temporada: Melissa Benoist como Marley Rose, una adolescente bondadosa que desarrolla un trastorno alimenticio; Alex Newell como Unique Adams, una adolescente tímida y empollona que se vuelve más atrevida y glamurosa tras salir del armario como transgénero; Blake Jenner como Ryder Lynn, una adolescente disléxica; Jacob Artist como Jake Puckerman, un adolescente birracial que lucha con problemas de ira; y Becca Tobin como Kitty Wilde, una chica mala cristiana. El actor Cory Monteith falleció en verano, antes de que se rodara la quinta temporada; su personaje, Finn Hudson, murió fuera de la pantalla en el tercer episodio de la temporada, «The Quarterbac».
La sexta y última temporada se centra en Rachel Berry, que regresa al McKinley tras el fracaso de su piloto televisivo. Decide reconstituir el coro con nuevos alumnos del McKinley y con la ayuda de Kurt. Will Schuester entrena ahora al club rival Vocal Adrenaline, mientras que Blaine entrena a los Dalton Academy Warblers. Todos los nuevos miembros del reparto principal de la quinta temporada han vuelto como estrellas invitadas en esta última temporada en la que aparecen, así como Naya Rivera como Santana y Jenna Ushkowitz como Tina; Amber Riley como Mercedes se reincorpora al reparto principal, y Dot-Marie Jones como la entrenadora Beiste se une al reparto principal por primera vez. Los miembros del reparto se enfrentan al matrimonio gay, la identidad de género, la transición y otros temas sociales. El club recién reconstituido gana la competición nacional, Sue es despedida como directora y Will es contratado como director de un instituto McKinley reconvertido en escuela magnet de artes, con Sam como nuevo director de New Directions. El final se sitúa cinco años en el futuro: Rachel se ha casado con Jesse St. James (Jonathan Groff), gana un premio Tony y es madre de alquiler de Kurt y Blaine (que a su vez son estrellas de Broadway). Artie ha dirigido a Tina en una película, Mercedes es una artista discográfica de gran éxito y Sue acaba de ser reelegida Vicepresidenta de los Estados Unidos. El auditorio McKinley recibe el nombre de Finn.
| Temporada | Temporada | Episodios | Emisión                  | Emisión             | Emisión en Latinoamérica | Emisión en Latinoamérica | Lanzamiento en DVD       | Lanzamiento en DVD       | Lanzamiento en DVD       |
| Temporada | Temporada | Episodios | Inicio                   | Final               | Inicio                   | Final                    | Región 1                 | Región 2                 | Región 4                 |
| --------- | --------- | --------- | ------------------------ | ------------------- | ------------------------ | ------------------------ | ------------------------ | ------------------------ | ------------------------ |
|           | 1         | 22        | 19 de mayo de 2009       | 8 de junio de 2010  | 5 de noviembre de 2009   | 9 de septiembre de 2010  | 14 de septiembre de 2010 | 13 de septiembre de 2010 | 22 de septiembre de 2010 |
|           | 2         | 22        | 21 de septiembre de 2010 | 24 de mayo de 2011  | 18 de noviembre de 2010  | 30 de junio de 2011      | 13 de septiembre de 2011 | 19 de septiembre de 2011 | 5 de octubre de 2011     |
|           | 3         | 22        | 20 de septiembre de 2011 | 22 de mayo de 2012  | 3 de noviembre de 2011   | 23 de agosto de 2012     | 16 de agosto de 2012     | 17 de septiembre de 2012 | 19 de septiembre de 2012 |
|           | 4         | 22        | 13 de septiembre de 2012 | 9 de mayo de 2013   | 15 de noviembre de 2012  | 6 de junio de 2013       | 1 de octubre de 2013     | 7 de octubre de 2013     | 16 de octubre de 2013    |
|           | 5         | 20        | 26 de septiembre de 2013 | 13 de mayo de 2014  | 10 de octubre de 2013    | 29 de mayo de 2014       | 6 de enero de 2015       | 29 de septiembre de 2014 | 9 de octubre de 2014     |
|           | 6         | 13        | 9 de enero de 2015       | 20 de marzo de 2015 | 27 de febrero de 2015    | 8 de mayo de 2015        | 19 de mayo de 2015       | 7 de enero de 2016       | 10 de diciembre de 2015  |

## Producción

### Concepción
Glee fue creada por Ryan Murphy, Brad Falchuk e Ian Brennan. Murphy se inspiró en su propia infancia, ya que interpretó el papel principal en todos los musicales de su instituto. Brennan y el productor Mike Novick también estaban muy involucrados en los clubes de sus propias escuelas. Brennan originalmente escribió un guion para una película hecha para televisión sobre la base de sus propias experiencias en la escuela Prospect High School (Illinois), pero Murphy creyó que el concepto funcionaría mejor como una serie de televisión.
La cadena Fox solicitó el piloto de la serie a las quince horas de recibir el guion. Ryan Murphy atribuye esto, en parte, al éxito de American Idol en la cadena, al comentar: «Es lógico que si el mayor éxito televisivo de la cadena es un musical, hagan algo relacionado». Glee se establece en la escuela irreal William McKinley High School en Lima, Ohio. Murphy escogió un estudio del Medio Oeste ya que él mismo creció en Indiana, y rememoró sus visitas de la infancia a Ohio al parque de atracciones Kings Island. Aunque establecido en Lima, el espectáculo se filmó en los estudios Paramount y en el instituto Helen Bernstein en Hollywood. Murphy ha afirmado que nunca ha visto una película de High School Musical, que ha sido comparado con Glee, y que su interés es crear un «musical post moderno», en lugar de «hacer un espectáculo en el que la gente irrumpa en canciones», haciendo más hincapié en el formato de Chicago. Los productores pretendían hacer un espectáculo familiar que llamara tanto la atención de adultos como a niños, con los personajes adultos protagonizando en igualdad con los líderes adolescentes; en octubre de 2009 ya había esbozado planes para la serie cubriendo tres años de rodaje. Ryan Murphy pretendió que el espectáculo sea una forma de alucinación, él explicó:

Hay tantos programas en televisión ahora mismo sobre personajes con armas, o de ciencia ficción, o sobre abogados. Glee pertenece a un género diferente, no hay nada parecido emitiéndose actualmente por internet y por televisión. Todo es tan oscuro en el mundo en este momento, por eso American Idol funcionó.

### Música y coreografías

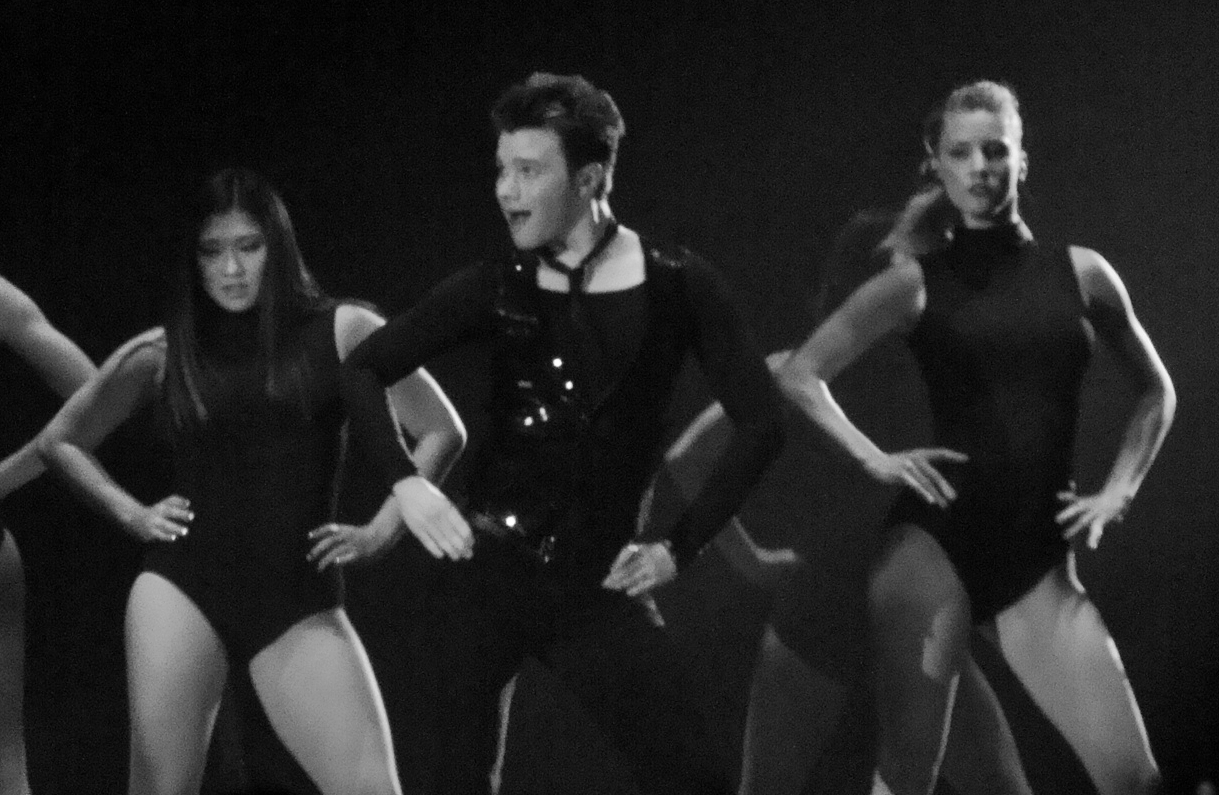
Jenna Ushkowitz. Chris Colfer y Heather Morris bailando «Single Ladies (Put a Ring on It)» de Beyoncé

La característica principal de la serie es presentar numerosos musicales interpretados por los personajes. Los segmentos musicales adoptan principalmente el formato de actuaciones y, en ciertas ocasiones, de situaciones espontáneas representadas con canto y baile. Esto se debe a la intención de que la serie se mantenga basada en la realidad. Esta característica la diferencia de la mayoría de espectáculos musicales, como High School Musical, en los que la espontaneidad crea una situación irreal. Murphy se encarga de seleccionar todas las canciones utilizadas, y se esfuerza por mantener un equilibrio entre los clásicos de todos los tiempos y las canciones de moda: «Quiero que haya algo para todos en cada episodio. Es una mezcla difícil, pero es muy importante ese equilibrio».
Murphy se sorprendió de la facilidad con la que el uso de las canciones fue aprobado por los sellos discográficos, él explicó: «Creo que la clave es que les gustaba el tono de la serie. Les encantó que este programa fuera optimista y juvenil, sobre todo por la reinterpretación de temas clásicos para una nueva audiencia». El compositor Billy Joel ofreció muchas de sus canciones para su uso en el programa, la cantante Rihanna ofreció su sencillo Take a Bow para que fuera utilizado, reduciendo así el valor de la licencia. De igual modo, otros artistas han ofrecido el uso de sus canciones de forma gratuita.
La dirección de coreografía de Glee estuvo a cargo de Zach Woodlee y dispone generalmente, de cinco a ocho números de producción por capítulo. Una vez que se liquidan los derechos de la música, las canciones son ensayadas y pregrabadas por el reparto. Woodlee construye los movimientos de acompañamiento. Luego se los enseña a los actores y se procede a grabar. Pueden tomarse varias semanas para preparar un número, en función de su complejidad. El costo de producción de cada episodio es de US$ 3 millones, y pueden demorarse incluso diez días hasta obtener el resultado que efectivamente será presentado en pantalla.

### Promoción

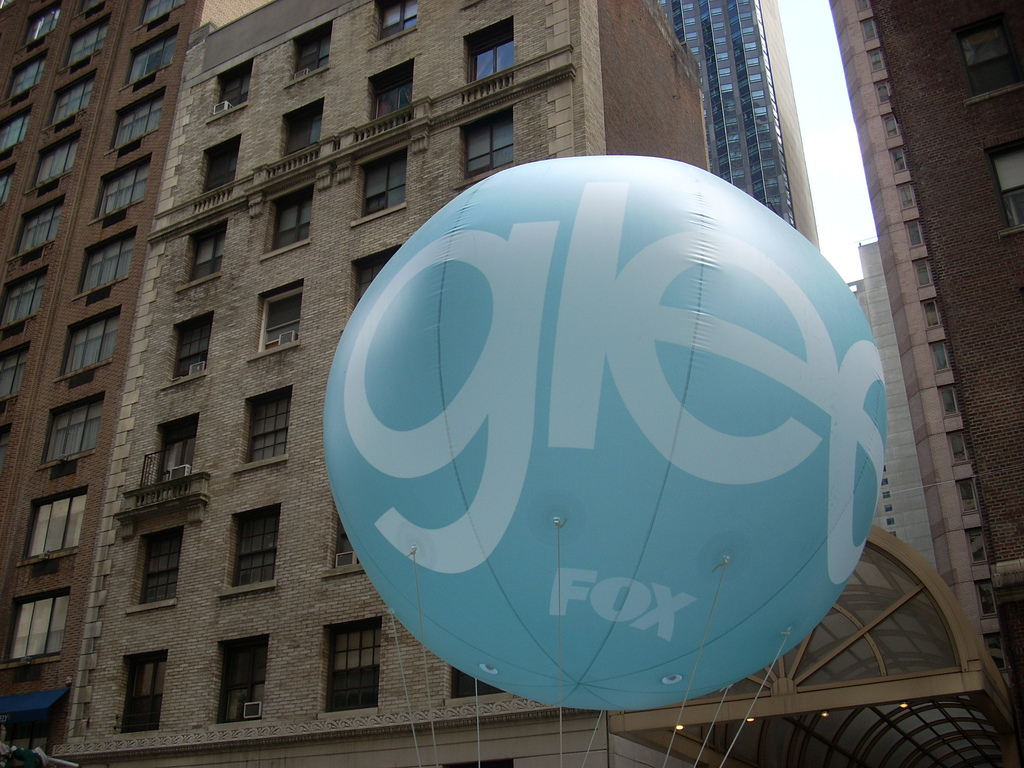
Promoción de Glee en Nueva York.

Antes de estrenar el segundo episodio de Glee los actores recorrieron varias tiendas de Hot Topic en todo Estados Unidos. El elenco cantó el Himno Nacional en el tercer partido de la Serie Mundial de 2009. Originalmente, el modelo fue creado para llevar a cabo en 2009 en el desfile del día de Acción de Gracias de Macy pero la NBC prohibió a los actores porque estaban en la cadena rival. Cuando el creador Ryan Murphy se enteró de esto, manifestó: «Comprendemos absolutamente la postura de la NBC, y esperamos ver a un movible Jay Leno».
Lynch, Colfer, Monteith, y Riley aparecieron en los MTV Video Music Awards 2010 el 12 de septiembre de 2010. Cuando Agron, Michele y Monteith posaron para una serie de fotos subidas de tono para la edición de noviembre de 2010 de la revista GQ, Tim Winter Presidente de PTC comentó que Glee tiene muchos admiradores jóvenes, y que al autorizar este tipo de escenas casi pornográficas no es bueno para nuestras familias.
Debido al éxito del espectáculo, el elenco siguió una gira de conciertos titulado Glee Live! In Concert! visitando Phoenix, Chicago, Los Ángeles y New York en un principio, Ryan Murphy comento «vamos a hacer lo que se ha hecho con American Idol y poner a los chicos en escena», comentó al New York Post. El espectáculo llegó a Estados Unidos, Inglaterra e Irlanda. Con esta gira, se realizó la película en 3D, que se estrenó el 10 de agosto en los Estados Unidos, la película fue dirigida por Kevin Tancharoen. Glee también se presentó en la séptima temporada de The X Factor, el 5 de diciembre de 2010.

### Posible continuación
En 2020, celebrando el 11.º aniversario del programa, Ryan Murphy hizo una publicación en Instagram sobre su idea de rehacer el piloto del programa con Lea Michele, Ben Platt y Beanie Feldstein. Murphy finalmente eliminó la publicación.
En 2021, el presidente de Fox, Michael Thorn, reveló que estaba interesado en revivir programas anteriores de Fox, en particular 24 y Glee.
En 2022, en una entrevista con Kevin McHale y Jenna Ushkowitz, Ryan Murphy reveló que estaba interesado en reexaminar la serie como marca a través de un reinicio o un musical de Broadway.

## Elenco y personajes
| Actor/Actriz      | Personaje           | Temporadas | Temporadas | Temporadas | Temporadas | Temporadas | Temporadas |
| Actor/Actriz      | Personaje           | 1          | 2          | 3          | 4          | 5          | 6          |
| ----------------- | ------------------- | ---------- | ---------- | ---------- | ---------- | ---------- | ---------- |
| Matthew Morrison  | Will Schuester      | Principal  | Principal  | Principal  | Principal  | Principal  | Principal  |
| Lea Michele       | Rachel Berry        | Principal  | Principal  | Principal  | Principal  | Principal  | Principal  |
| Cory Monteith     | Finn Hudson         | Principal  | Principal  | Principal  | Principal  |            |            |
| Chris Colfer      | Kurt Hummel         | Principal  | Principal  | Principal  | Principal  | Principal  | Principal  |
| Kevin McHale      | Artie Abrams        | Principal  | Principal  | Principal  | Principal  | Principal  | Principal  |
| Amber Riley       | Mercedes Jones      | Principal  | Principal  | Principal  | Recurrente | Recurrente | Principal  |
| Jenna Ushkowitz   | Tina Cohen-Chang    | Principal  | Principal  | Principal  | Principal  | Principal  | Recurrente |
| Jane Lynch        | Sue Sylvester       | Principal  | Principal  | Principal  | Principal  | Principal  | Principal  |
| Jayma Mays        | Emma Pillsbury      | Principal  | Principal  | Principal  | Recurrente | Recurrente | Recurrente |
| Dianna Agron      | Quinn Fabray        | Principal  | Principal  | Principal  | Recurrente | Recurrente | Recurrente |
| Mark Salling      | Noah Puckerman      | Principal  | Principal  | Principal  | Recurrente | Recurrente | Recurrente |
| Jessalyn Gilsig   | Terri Schuester     | Principal  | Principal  |            | Invitada   |            | Recurrente |
| Naya Rivera       | Santana Lopez       | Recurrente | Principal  | Principal  | Principal  | Principal  | Recurrente |
| Heather Morris    | Brittany Pierce     | Recurrente | Principal  | Principal  | Principal  | Recurrente | Recurrente |
| Mike O'Malley     | Burt Hummel         | Recurrente | Principal  | Recurrente | Recurrente | Recurrente | Recurrente |
| Harry Shum, Jr.   | Mike Chang          | Recurrente | Recurrente | Principal  | Recurrente | Recurrente | Recurrente |
| Dot-Marie Jones   | Shannon Beiste      |            | Principal  | Principal  | Recurrente | Recurrente | Recurrente |
| Darren Criss      | Blaine Anderson     |            | Recurrente | Principal  | Principal  | Principal  | Principal  |
| Chord Overstreet  | Sam Evans           |            | Recurrente | Recurrente | Principal  | Principal  | Principal  |
| Alex Newell       | Wade «Unique» Adams |            |            | Recurrente | Principal  | Principal  | Recurrente |
| Jacob Artist      | Jake Puckerman      |            |            |            | Principal  | Principal  | Invitado   |
| Melissa Benoist   | Marley Rose         |            |            |            | Principal  | Principal  |            |
| Blake Jenner      | Ryder Lynn          |            |            |            | Principal  | Principal  | Invitado   |
| Becca Tobin       | Kitty Wilde         |            |            |            | Principal  | Principal  | Principal  |
| Patrick Gallagher | Ken Tanaka          | Recurrente |            |            |            |            |            |

### Casting
En lugar de realizar audiciones tradicionales, Ryan Murphy pasó tres meses en Broadway, allí encontró a Morrison, quien previamente había protagonizado Hairspray y The Light in the Piazza, Michele protagonista de Spring Awakening y Ushkowitz protagonista de El Rey y Yo. El personaje de Rachel fue escrito especialmente para Lea Michele. 
Chris Colfer no tenía ninguna experiencia profesional previa, pero le recordó a Ryan el personaje de Kurt del musical The Sound of Music. Él se presentó al casting interpretando el papel de Artie, que sin embargo fue dado al actor Kevin McHale, sin embargo Murphy quedó tan impresionado con la personalidad extrovertida y divertida de Colfer, que al final decidió crear el papel de Kurt para él.
A partir de la segunda temporada, Glee contó con quince papeles principales. Matthew Morrison interpretó a Will Schuester, profesor de español en la secundaria William McKinley y director del club Glee, decidido a recuperar el prestigio del coro. Jane Lynch interpretó a Sue Silvester, directora técnica del equipo de animadoras ella odia al club Glee. Jayma Mays caracterizó a Emma Pillsbury una orientadora vocacional misofóbica de la escuela, enamorada en secreto de Will, Jessalyn Gilsig hizo el papel de Terri Delmonico, la exigente exesposa de Will. Entre los estudiantes protagonistas se encuentran:
- Lea Michele interpretó a Rachel Berry, la voz principal femenina del club Glee, a menudo acosada por las animadoras y los jugadores de fútbol pese a estar enamorada del capitán.[31]
- Cory Monteith interpretó a Finn Hudson fue capitán del equipo de fútbol y desde su entrada al club Glee se convierte en su voz masculina.[31]
- Mercedes Jones (Amber Riley) una diva de moda con una potente voz, obstinada a no ocupar los papeles secundarios en el club. *Kurt Hummel (Chris Colfer) un soprano masculino gay fanático de la moda que sufre los ataques del equipo de fútbol, en la primera temporada siente atracción por Finn.[32]
- Artie Abrams (Kevin McHale) un guitarrista parapléjico.
- Tina Cohen-Chang (Jenna Ushkowitz), una estudiante asiático-americana gótica con serios problemas de timidez, fingió ser tartamuda en los primeros nueve capítulos para no tener que hablar en público.
- Noah Puck Puckerman (Mark Salling) fue el mejor amigo de Finn y también jugador de fútbol que al principio desaprueba el club Glee, pero más tarde se une a él.
- Quinn Fabray (Dianna Agron) la novia de Finn, líder de las animadoras y del Club del Celibato hasta que se queda embarazada se une al coro para hundirlo por orden de la entrenadora, pero termina queriéndolo y haciendo de él el único lugar donde sabe que puede expresarse libremente y confiar en sus compañeros. Todos estos personajes aportan a le serie una gran capacidad de integración y diversidad y la llevan a tocar temas tan delicados como el bullying, los embarazos adolescentes, la homosexualidad, los problemas alimenticios y psicológicos, la competitividad y sobre todo la capacidad de superación.

En la segunda temporada Naya Rivera interpretando a Santana Lopez, fue promovida a personaje principal junto a Heather Morris son las animadoras de la secundaria Mckinley ellas se unen al Club Glee por órdenes de Sue para informarles lo que pasa en el club. Otros personajes recurrentes son Harry Shum, Jr., Chord Overstreet, Patrick Gallagher caracterizaro a Ken Tanaka fue reemplazado por Dot-Marie Jones interpretando a Shannon Beiste. Darren Criss en el papel de Blaine Anderson fue el capitán de los Dalton Academy Warblers, Mike O'Malley interpretó a Burt Hummel, el padre de Kurt quien al principio no estaba de acuerdo con su homosexualidad. Dijon Talton dio vida a Matt Rutherford el decidió abandonar la serie en el final de la primera temporada. Muchos de los personajes originales se graduaron de McKinley High al final de la tercera temporada. Murphy dijo: «No queríamos tener un espectáculo donde estaban en una escuela secundaria durante ocho años. Realmente queríamos ser fieles a esa experiencia».
Los personajes adultos interpretados por Matthew Morrison y Jane Lynch siguieron para proporcionar la continuidad a la serie, aunque según Falchuk algunos estudiantes como Rachel, Finn y Kurt, permanecerán en el programa después de que se gradúen. En 2012, Murphy aclaró que los actores no necesariamente abandonarían la serie tras graduarse: «Un montón de gente piensan que Dianna se va a ir, que Amber se va a ir pero no se van a ir. Creo que Amber estaba hablando de la sensación agridulce al percatarse de que 'nunca voy a estar en el coro con ese grupo de personas'; al menos eso es lo que me dijo... Cuando lo leí [el tuit] dije: Creo que van a malinterpretar el mensaje. Ella está muy entusiasmada por la dirección que toma su personaje. Todos lo están. Mi intención era hacer lo correcto para todos ellos». Luego continuó: «Todos van a volver. Todos los personajes habituales van a regresar. A todos les consultamos si querían volver la mayoría dijeron que sí».
El 28 de junio de 2013, se informó que Morris, Riley, Salling y Shum pasarían de protagonistas a papeles de estrella invitada de la quinta temporada. A su vez, Jacob Artist, Melissa Benoist, Blake Jenner, Alex Newell y Becca Tobin que interpretaron a Jake Puckerman, Marley Rose, Ryder Lynn, Wade «Unique» Adams y Kitty Wilde respectivamente, fueron promovidos al elenco principal respectivamente.
El 13 de julio de 2013, Monteith fue encontrado muerto en su habitación en el hotel Fairmont Pacific Rim en Vancouver, Columbia Británica. Una autopsia completada el 15 de julio indicó que murió de exceso de alcohol y sobredosis de heroína. Ryan Murphy comentó en varios medios de comunicación que Cory tuvo un homenaje en el tercer episodio de la quinta temporada. 
El 30 de julio de 2013, Mays confirmó que abandonaba el programa después de la quinta temporada para trabajar en otros proyectos, pero declaró que estaría dispuesta a regresar como estrella invitada en el futuro. Para el final de temporada, Rivera formó parte del elenco recurrente por su petición.

## Recepción

### Críticas

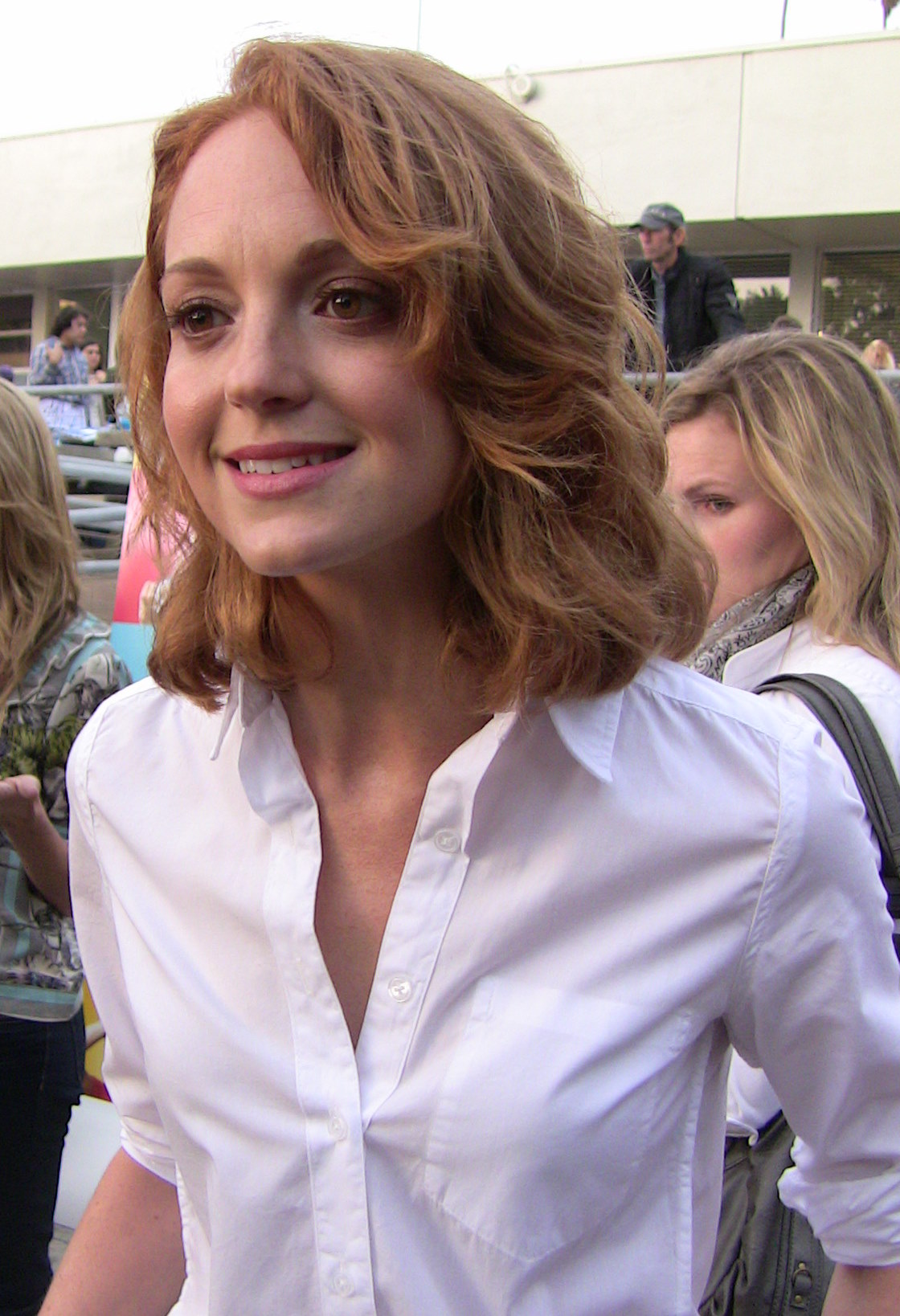
Brian Lowry, de la revista Variety, comentó que Jayma Mays ofreció una «interpretación modesta».

Glee recibió una puntuación de Metacritic de 77 sobre 100 críticos en su primera temporada, basándose en sus comentarios de un total de dieciocho críticos. La respuesta crítica fue repartida, Alejandra Stanley del New York Times, destacó la falta de originalidad del piloto y los personajes estereotipados pero elogió el talento teatral y el hecho de que los personajes «se salieran del modelo». David Hinckley del Daily News describió el espectáculo era imperfecto y absurdo, aunque «potencialmente conmovedor». Por su parte, Robert Bianco de USA Today destacó problemas de tono en las interpretaciones musicales, pero comentó positivamente sobre el humor y la estructura general del programa. El New York Times también dijo que Glee no era nada innovador y que «es como si vieras High School Musical.» Mauren Ryan del Chicago Tribune opinó que «los dos grandes números musicales son tremendamente entretenidos, aunque también mencionó la falta de energía en las interpretaciones de los popurrís en la edición de American Idol». María McNamara para el Los Angeles Times llamó a Glee «el primer show en mucho tiempo que es simple y rápido». Mientras tanto Rob Owen para el Pittsburgh Post-Gazette consideró que «la música es lo que hace que Glee ofrezca una satisfacción alegre sin los grandes números de producción de canto y baile; este piloto de Fox hubiera sido solo otra comedia dramática escolar».
Nancy Gibbs, de la revista Time citó a un joven religioso que describió la serie como anticristiana, explicando:

«Es fácil advertir algo así si uno se fija solo en lo concreto. Los estudiantes mienten, copian, roban, son codiciosos, meten marihuana en los pastelitos para incentivar el consumo entre los estudiantes. Casi todos los Diez Mandamientos son violados en un momento u otro, mientras se invita a la audiencia a reír con el dolor, la locura y las humillaciones de la gente. Se insulta a los adolescentes al sugerir que, por el simple hecho de ver a personajes que se comportan mal en la pantalla, ellos van a tomarlo como algo que también pueden hacer. Y se sitúa en un instituto, pero queriendo decir que es un viaje no al mundo académico de los colegios, sino a temas como la identidad y las convicciones, el precio de la popularidad, los compromisos que debemos asumir entre lo que queremos y lo que necesitamos».

Brian Lowry de Variety criticó los primeros episodios de la serie y los problemas de actuación del elenco adulto, a excepción de Mays. Ken Tucker de Entertainment Weekly afirmó «Va a ser una de las series menos exitosas del año». John Doyle del The Globe and Mail afirmó que el show resultaba «agradable, especialmente porque el equipo diverso de personajes poseía una especie de ingenuidad retrógrada». Finalizó diciendo «La alegría ha desaparecido de Glee». Matthew Gilbert de Boston Globe coincidió en que Glee se ha «convertido en una potencia de gran alcance, con una publicidad exagerada y poco sentimiento humano —la alegría—  que en su momento lo hizo tan adictivo».

### Actuaciones musicales
Las actuaciones musicales han logrado un éxito comercial con más de treinta millones de copias digitales, y más de once millones de discos vendidos en todo el mundo desde octubre de 2011. En 2009, el elenco de Glee tenía veinticinco sencillos entre los Billboard Hot 100 alcanzando a The Beatles. En 2010, había ochenta sencillos en el Billboard Hot 100, superando con creces el récord anterior. En febrero de 2011, Glee superó a Elvis Presley en el número de canciones también en dicha lista. La interpretación de «Don't Stop Believin» alcanzó el oro el 13 de octubre de 2009 logrando hasta 500 000 descargas, y el 16 de marzo de 2011 recibieron la certificación de platino por tener más de un millón de ventas. La versión de Take a Bow interpretada en el episodio «Showmance» tuvo un efecto positivo en las ventas del tema original de Rihanna, aumentaron en un 189% por ciento.
Durante la segunda temporada, Rob Sheffield, de Rolling Stone, puso como ejemplo los episodios de Britney Spears y el tributo a Rocky Horror cuando alabó a Glee y su selección musical. Elogió a Murphy por su selección y resurrección de canciones pop «olvidadas».
Sin embargo, también hubo críticas de las actuaciones del elenco. Jon Dolan de la revista Rolling Stone comentó que Matthew Morrison no rapeaba bien y Andrew Leahey de Allmusic, escribió que Cory Monteith y Dianna Agron «no cantan tan bien como sus co-estrellas». Algunos artistas como Slash, Kings of Leon, Red Hot Chili Peppers, Damon Albarn y Foo Fighters les han negado los derechos a la serie.  Se informó de que el músico Prince no había dado permiso a Glee para versionar su éxito «Kiss» antes de filmar la actuación de la versión. El fundador de Gorillaz, Damon Albarn, declaró en CBC Radio One que no permitiría que el programa versionara ninguna canción de Gorillaz: «Primero, escriban sus propias canciones. En segundo lugar, tener su propia identidad y dejar de ser esclavos de los productores de televisión, a los que no les importáis una mierda».

### Audiencia
| Temporadas | Episodios | Intervalo de tiempo (ET)                                                                          | Apertura de temporada    | Apertura de temporada   | Clausura de temporada | Clausura de temporada   | Temporada en televisión | Clasificación | Audiencia (en millones) |
| Temporadas | Episodios | Intervalo de tiempo (ET)                                                                          | Fecha                    | Audiencia (en millones) | Fecha                 | Audiencia (en millones) | Temporada en televisión | Clasificación | Audiencia (en millones) |
| ---------- | --------- | ------------------------------------------------------------------------------------------------- | ------------------------ | ----------------------- | --------------------- | ----------------------- | ----------------------- | ------------- | ----------------------- |
| 1          | 22        | miércoles 9:00pm (2009) martes 9:00pm (2010)                                                      | 19 de mayo de 2009       | 9,62                    | 8 de junio de 2010    | 10,92                   | 2009–10                 | #33           | 9,77                    |
| 2          | 22        | martes 8:00pm (2010-11) Domingo 10:38pm (6 de febrero de 2011) jueves 9:00pm (24 de mayo de 2011) | 21 de septiembre de 2010 | 12,45                   | 24 de mayo de 2011    | 11,80                   | 2010–2011               | #43           | 10,11                   |
| 3          | 22        | martes 8:00pm (2011-12) jueves 9:00pm (22 de mayo de 2012)                                        | 20 de septiembre de 2011 | 9,21                    | 22 de mayo de 2012    | 7,46                    | 2011–12                 | #56           | 8,71                    |
| 4          | 22        | jueves 9:00pm (2012-13)                                                                           | 13 de septiembre de 2012 | 7,41                    | 9 de mayo de 2013     | 5,92                    | 2012–13                 | #50           | 8,26                    |
| 5          | 20        | jueves 9:00pm (2013) martes 8:00pm (2014)                                                         | 26 de septiembre de 2013 | 5,06                    | 13 de mayo de 2014    | 1,87                    | 2013–14                 | #105          | 3,26                    |
| 6          | 13        | viernes 9:00 p. m.                                                                                | 9 de enero de 2015       | 2,42                    | 20 de marzo de 2015   | 0,8/3                   | 2014–15                 | 148           | 3,14                    |

### Premios y nominaciones

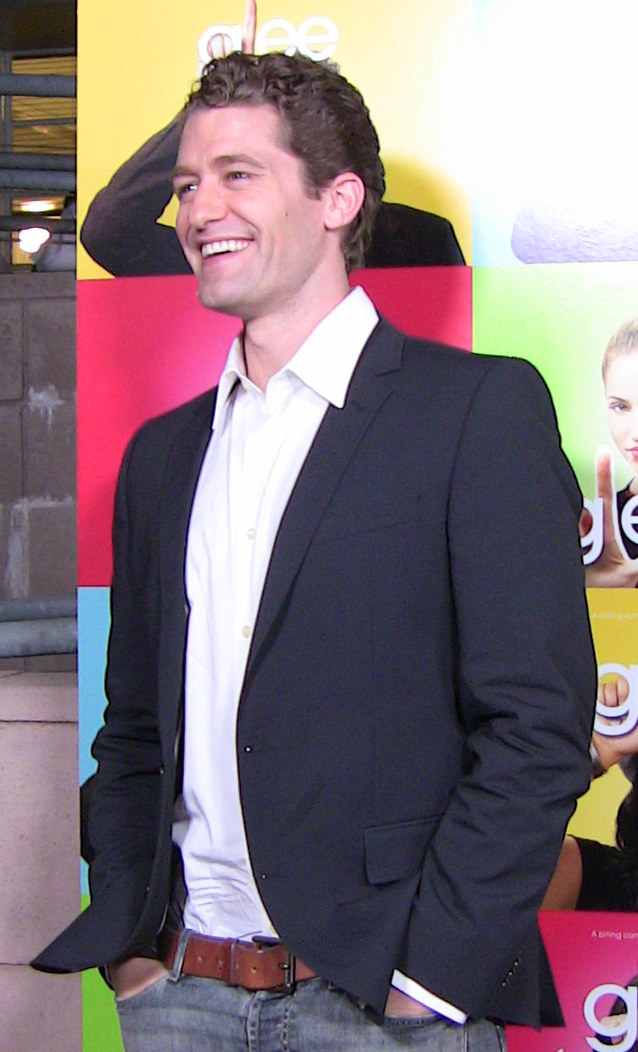
Morrison fue nominado a «Mejor Actor Principal en una Serie de Comedia» en los Premios Primetime Emmy 2010.

Glee recibió varios premios y nominaciones, en 2009 ganó cinco Premios Satélite en las categorías «Mejor Serie de Televisión de Comedia Musical», «Mejor Actor» y «Mejor Actriz en una Serie de Televisión de Comedia Musical» por Morrison y Michele, «Mejor Actriz de Reparto» por Lynch y «Mejor actriz invitada en serie de comedia» por Kristin Chenoweth.
En 2010, Glee ganó un premio Globo de Oro por «Mejor Serie de Televisión - Musical o Comedia», Morrison Michele y Lynch también recibieron nominaciones actorales. La serie fue nominada para dos Premios del Sindicato de Guionistas de Estados Unidos, en las categorías «Serie de Comedia» y «Nueva Serie».
El elenco del programa ganó el premio «Mejor Interpretación de Reparto en una Serie de Comedia» en la 16.ª entrega de los Premios del Sindicato de Actores. París Barclay y Ryan Murphy fueron nominados en el Premio Directors Guild en la categoría «Serie de Comedia» por su trabajo en Glee.
En julio de 2010, Glee recibió diecinueve nominaciones a los premios Emmy, incluyendo «Mejor Serie de Comedia», «Mejor Actor Principal en Serie de Comedia» por Morrison y «Mejor actriz principal en Comedia» por Michele. Ganó cuatro galardones, incluidos «Mejor Actriz de Reparto en una Serie de Comedia» por Lynch y «Mejor actor de reparto en Serie de comedia» por Neil Patrick Harris.
El 16 de enero de 2011, Glee volvió a ganar el Golden Globe por «Mejor Serie de Televisión - de Comedia o Musical». Lynch y Colfer ganaron los Globos de Oro en las categorías «Mejor Actriz de Reparto» y «Mejor Actor de Reparto en una Serie de Televisión, Miniserie o Película hecha para TV». En julio de ese año, Glee recibió doce nominaciones a los Emmy.
Uno de los reconocimientos más destacados fuera del ámbito televisivo ocurrió en abril de 2010, cuando el elenco fue invitado a cantar en la Casa Blanca por la primera dama Michelle Obama, con motivo de la celebración del rodado del huevo de Pascua.

## Transmisión
La primera temporada de Glee consta de veintidós episodios. El episodio piloto se transmitió originalmente el 19 de mayo de 2009. La serie regresó el 9 de septiembre de 2009, transmitiendo doce episodios adicionales los miércoles en el horario de las 9:00 p. m., hasta el 9 de enero de 2009, para un total de trece episodios. Se anuncia el horario estelar de Fox 2012–13: Touch y Fringe el viernes, Bones y Mob Doctor el lunes, El 21 de septiembre de 2009, Fox, ordenó nueve episodios más para la primera temporada y se transmitió el primero de estos episodios. el 13 de abril de 2010. Estos episodios se transmitieron los martes por la noche a las 9:00 p. m. del espectáculo. 
La segunda temporada comenzó a producirse en junio de 2010. La segunda temporada comenzó el 21 de septiembre de 2010., se transmite en el horario de las 8:00 p. m. los martes y consta de veintidós episodios. El programa fue elegido por Fox para llenar el codiciado horario que siguió a la cobertura de la cadena del Super Bowl XLV en 2011, y la cadena originalmente planeó trasladar el programa al Horario de las 9:00 p. m. los miércoles después de la transmisión posterior al Super Bowl. Sin embargo, Fox revisó posteriormente su horario, dejando Glee los martes para concentrarse en fortalecer su programación más débil de miércoles y jueves.  
El 23 de mayo de 2010, antes del final de la primera temporada, Fox renovó Glee para una tercera temporada, lo que permitió al equipo de producción planificar con anticipación y reducir costos. Las transmisiones de la tercera temporada permanecieron en el horario del programa de los martes a las 8:00 p. m., y comenzó a transmitirse el 20 de septiembre de 2011. 
Para la cuarta temporada del programa cambió tanto la fecha como la hora de transmisión: se trasladó a los jueves en el horario de las 9:00 p. m. y se transmitió después de los «resultados» del concurso musical de las 8:00 p. m. de esa noche—The X Factor en otoño y American Idol a mitad de temporada. El programa fue renovado para ambos quinta y sexta temporada al mismo tiempo, el 19 de abril de 2013. Además, entre 2013 y 2015, se distribuyeron reposiciones a estaciones locales en Estados Unidos.
Glee ha sido distribuido para su transmisión en muchos países alrededor del mundo, incluyendo Australia, donde los miembros del elenco visitaron para promocionar el programa antes de su debut en septiembre de 2009 en Network Ten. A mitad de la cuarta temporada, Glee fue trasladado al canal digital de Network Ten Eleven debido a los bajos índices de audiencia. También se transmite en Canadá en City y, anteriormente, Global, Nueva Zelanda, Fiyi, y Trinidad y Tobago.  Se transmite en Sudáfrica, donde Fox transmite los episodios directamente al centro de transmisión de M-Net en Johannesburgo en lugar de entregar las cintas. Los países asiáticos que transmiten Glee incluyen Bangladés, Filipinas, India, Malasia, y Singapur.
En febrero de 2021 se anunció que todos los episodios de la serie llegarían a Disney+ en Latinoamérica. En Estados Unidos, Glee estuvo disponible en Disney+ y Hulu a partir del 1 de junio de 2022, luego de su salida de Netflix en diciembre de 2021 después de más de siete años. También estuvo disponible por un tiempo en Prime Video.

## Mercadotecnia
La discografía del elenco de Glee constó de dieciséis bandas sonoras, seis álbumes recopilatorios, once EP y más de seiscientos sencillos. Glee cuenta con números musicales que aparecen en pantalla basados en el rendimiento, la mayoría de los cuales son versiones de canciones populares, con géneros que van desde el rap, el blues hasta el pop. El reparto se compone de quince personajes principales, algunos de los actores fueron vistos en Broadway mientras que otros fueron obligados a una audición para cantar y bailar. Las grabaciones fueron habilitadas para descarga digital desde el inicio de la serie.
El primer álbum Glee: The Music, Volume 1 fue lanzado por Columbia Records en noviembre de 2009, y alcanzó el número uno en Irlanda y el Reino Unido, el puesto tres en Australia, Canadá y el Reino Unido. El álbum llegó a obtener la certificación de platino en cinco países, además de doble disco de platino y triple platino en Australia e Irlanda. El primer sencillo «Don't Stop Believin», una canción de la banda Journey de 1981 fue su top ten, alcanzando el número dos en el Reino Unido y número cuatro en Irlanda y los Estados Unidos fue certificado disco de platino en ese país y en Australia. 
En diciembre de 2009 su segundo álbum Glee: The Music, Volume 2, alcanzó el número uno en Nueva Zelanda e Irlanda. El EP Glee: The Music, The Power of Madonna se lanzó en abril de 2010 para acompañar al episodio tributo de Madonna, alcanzó el primero puesto en el Billboard 200. Glee: The Music, Volume 3 Showstoppers se dio a conocer en mayo de 2010 y logró debutar en las primeras posiciones a nivel mundial. En su lista de canciones fue incluida la canción «Gives You Hell» de la banda The All-American Rejects por primera vez para el elenco alcanzó el puesto número uno en Irlanda.
El final de la temporada concluyó con un EP titulado Glee: The Music, Journey to Regionals alcanzó el número uno en los Estados Unidos y en Irlanda, el número dos en el Reino Unido y Canadá, y el puesto tres en Australia. Glee: The Music, The Complete Season One fue un álbum recopilatorio, que contiene cien grabaciones de estudio de la primera temporada lanzado los tres primeros volúmenes (Volumen 1, Volumen 2 y Volumen 3 Showstoppers) y dos EP The Power of Madonna y Journey to Regionals ampliándolo con bonus tracks. Todos los sencillos de la primera temporada también se incluyeron, a la excepción de «Last Christmas». El álbum se publicó en la tienda iTunes Store el 14 de septiembre de 2010.
Glee: The Music, The Rocky Horror Glee Show, se publicó al mismo tiempo para acompañar al episodio tributo de Rocky Horror, alcanzó el número seis en los Estados Unidos en octubre de 2010. Glee: The Music, The Christmas Album y Glee: The Music, Volume 4 se publicaron en noviembre de 2010 para acompañar el capítulo final de la segunda temporada. Ambos álbumes alcanzaron el top diez en Canadá y los Estados Unidos, los dos álbumes han sido doble disco de platino de la temporada, en los Estados Unidos logrando también el segundo lugar en Australia. Una edición limitada del EP Glee: The Music, Love Songs, fue lanzado a fin de año y no gráfica en ninguna lista oficial.
Durante 2011, se publicaron Glee: The Music, Volume 5, Glee: The Music Presents the Warblers y Glee: The Music, Volume 6, ambos llegaron a la quinta posición en Canadá y los Estados Unidos. Glee tiene el registro de canciones más altas por un elenco en los 53 años de historia del Billboard Hot 100 con 189 interpretaciones desde noviembre de 2013. Los dos sencillos, «Teenage Dream» y «Loser Like Me» lograron alcanzar el puesto diez en las posiciones de venta en los Estados Unidos y Canadá, también son los únicos sencillos de la segunda temporada que lograron alcanzar el disco de oro en los Estados Unidos. Glee también se ubica con 47 sencillos en el top 40 en el Billboard Hot 100 (solo por detrás de Madonna con 48 sencillos, 51 sencillos de The Beatles, Elton John con 56 sencillos y 104 canciones de Elvis Presley). A partir de abril de 2013, el elenco vendió más de 13 millones de discos en todo el mundo, y más de 53 millones de canciones de Glee se han descargado en forma digital.
Glee fue distribuida internacionalmente en formato DVD. En América, todos los episodios estuvieron disponibles para descarga a través de a través de iTunes. La primera temporada también se lanzó en primer lugar en dos volúmenes exclusivamente en DVD: Glee – Season 1, Volume 1: Road to Sectionals (episodios 1-13) y Glee – Season 1, Volume 2: Journey to Regionals (episodios 14-22).
En noviembre de 2010, coincidiendo con la fecha de lanzamiento del segundo volumen se lanzó una colección de la temporada completa tanto en DVD y en formato de Blu-Ray, el único que se ha distribuido a nivel mundial exclusivamente en DVD y el único que se ha comercializado a España. También se distribuyó el primer episodio piloto con el montaje del director en DVD en América. Glee – Volume 2: Road to Regionals contiene los nueve episodios finales de la primera temporada.
La segunda temporada también se dividió en dos volúmenes, ambos vendidos en el mercado americano principalmente; en otros países se han vendido exclusivamente en DVD. El primer volumen contiene los episodios del 1 al 10 de la temporada y lleva el título de Glee – Season 2, Volume 1; la fecha de lanzamiento fue el 25 de enero de 2011. La segunda tanda Glee - Season 2, Volume 2, contiene los episodios del 11 al 22 y se lanzó el 13 de septiembre de 2011. Todos los DVD y los Blu-Ray contienen diversos extras. Las compilaciones contienen los mismos discos que los separados. También se puso a la venta en los países de habla inglesa una caja que incluye ambas temporadas, bajo una apariencia de taquilla de instituto. No se ha editado ninguna compilación con la primera tanda de episodios de la tercera temporada. También están disponibles Glee Encore, lanzado el 19 de abril de 2011 en DVD y Blu-Ray en América y cuyo único contenido son los vídeos de una selección de los mejores números musicales de la primera temporada; y Glee: The 3D Concert Movie, el cual se refleja un documental sobre la gira que logró hacer la serie en los Estados Unidos.
La serie ha llegado a las videoconsolas de la mano de Nintendo, Konami y dispositivos iOS. Únicamente para la consola Wii están disponibles dos videojuegos llamados Glee Karaoke Revolution, Volumen 1 y Glee Karaoke Revolution, Volumen 2. Glee Karaoke Revolution, Volumen 3 está disponible tanto para Wii y para XBOX 360. Todos los juegos son de tipo karaoke que se están comercializando a lo largo de todo el mundo y que pueden comprarse tanto en un pack con sólo el juego tanto con micrófono incluido (necesario para jugar) y para los dispositivos de Apple existe la aplicación Glee Karaoke que consiste básicamente en lo mismo a diferencia de que el usuario puede compartir las canciones cantadas por el mismo con sus amigos y con la red; también esta la aplicación Tap Tap Glee, una aplicación similar al Guitar Hero pero con canciones de Glee que consiste en acumular puntos atrapando estrellas. Todos los contenidos de Glee Karaoke Revolution, Volumen 1 y Glee Karaoke Revolution, Volumen 2 son descargables si se tiene Glee Karaoke Revolution, Volumen 3 para XBOX 360 en dicha videoconsola.
El 9 de junio de 2010 se anunció que Tina Jordan había firmado con 20th Century Fox para publicar una serie de libros oficiales de Glee. Erin Stein y Elizabeth Bewley han obtenido los derechos para publicar cinco novelas en colaboración con los productores y guionistas de la serie. La primera novela, Glee: The Beginning (Glee: El Comienzo, edición castellana por Panini) fue lanzada el 3 de agosto de 2010 en América incluyendo un póster de la serie. La segunda novela, titulada Glee: Foreign Exchange, salió a la venta el 3 de agosto de 2010 solo en el continente americano; además de estos libros, Ryan Murphy, creador y productor, anunció que estaban escribiendo una autobiografía del personaje Sue Sylvester.
Hasta octubre de 2011, la música de Glee había vendido más de 36 millones de sencillos digitales y 11 millones de álbumes a nivel mundial, convirtiéndose en uno de los fenómenos comerciales más destacados entre las series televisivas musicales. También se han comercializado versiones en DVD y Blu-ray, libros, una aplicación para iPad y tres juegos de karaoke para Wii.

## En otros medios

### Película: The 3D Concert Movie
Glee: The 3D Concert Movie, es una película-concierto basada en las cuatro semanas de la gira Glee Live! In Concert! en Norteamérica que refleja al elenco estudiantil de la serie actuando en la gira y en el backstage del concierto, fue lanzada en los Estados Unidos el 12 de agosto de 2011, por un tiempo limitado de dos semanas. La película fue dirigida por Kevin Tancharoen. El elenco de la película incluye a la mayoría de los personajes de la serie, a excepción de Sue Sylvester interpretada por Jane Lynch, quien comentó de forma sarcástica en el tráiler oficial de la película: «Por favor. No malgasten su dinero. Esto apesta».

### The Glee Project
En junio de 2010, se anunció que la cadena de televisión Oxígen transmitiría el reality show.
Comenzó a transmitirse el 12 de junio de 2011, y su última transmisión fue el 21 de agosto de 2011. El premio ganador consistió en aparecer en siete episodios para la tercera temporada de Glee, y los semifinalistas en dos capítulos solamente.

### Gleeful
El 7 de junio de 2010, la cadena británica Channel 4 emitió Gleeful: The Real Show Choirs of America en su canal E4. El documental exploraba el fenómeno show choir estadounidense que inspiró Glee. Narrado por Nick Grimshaw, se adentraba entre bastidores con coros de la vida real y detallaba a famosos exalumnos de coros como Lance Bass, Ashton Kutcher, Blake Lively y Anne Hathaway. Fue seleccionado como visionado recomendado por The Guardian, con el comentario: «Es una mirada fascinante a la vida real de New Directions, y es igual de alucinante que su campeón televisivo». Lucy Mangan, del periódico, hizo una crítica positiva del documental, escribiendo: «De una forma u otra, te llenará el corazón a reventar», y comentaba que: «Glee no es una pieza de escapismo gloriosamente ridícula y muy pulida. Es cinéma vérité». Fue vista por 411.000 espectadores, un 2,3% de cuota de audiencia.

### Don't stop believing
En el verano de 2010, el Canal 5 del Reino Unido emitió Don't Stop Believing, un reality de talentos inspirada por la serie de televisión de Glee. La serie contó con shows en vivo en el que los grupos musicales de distintos países demostrando su talento de canto y baile. Los cantantes solistas también pidieron unirse a un grupo para representar a los Estados Unido del elenco del Club Glee. El espectáculo fue conducido por Emma Bunton, quien dijo a The Belfast Telegraph que ella es una «gran admiradora» de Glee. los jueces del programa fueron Tamsin Outhwaite, Duncan James, Anastasia y Charles «Chucky» Klapow.

### The Price of Glee
En 2022 se produjo una miniserie documental de tres episodios sobre la muerte de tres miembros del reparto principal de Glee -y que pretendía investigar el efecto de la repentina fama que experimentaron debido al programa en sus vidas personales- llamada The Price of Glee, que personas relacionadas con la serie consideraron de mal gusto.

## Discografía
- Glee: The Music, Volume 1 (2009)
- Glee: The Music, Volume 2 (2009)
- Glee: The Music, Volume 3 Showstoppers (2010)
- Glee: The Music, The Christmas Album (2010)
- Glee: The Music, Volume 4 (2010)
- Glee: The Music, Volume 5 (2011)
- Glee: The Music Presents the Warblers (2011)
- Glee: The Music, Volume 6 (2011)
- Glee: The Music, The Christmas Album Volume 2 (2011)
- Glee: The Music, Volume 7 (2011)
- Glee: The Music, The Graduation Album (2012)
- Glee: The Music, Season 4, Volume 1 (2012)
- Glee: The Music, The Christmas Album Volume 3 (2012)
- Glee Sings the Beatles (2013)